# Februarirood
Februarirood (Taeniopteryx nebulosa) is een steenvlieg uit de familie van de vroege steenvliegen (Taeniopterygidae).
De imago kan worden gevonden vanaf februari en vooral in maart en april. De eitjes worden na een maand afgezet, maar pas in de herfst komen de larven uit het ei. Onderzoek suggereert dat deze larven in de winter niet meer in diapauze gaan.
De soort leeft in de nabijheid van langzaamstromend water. De soort komt voor in een groot deel van Europa. De soort geldt als uitgestorven in Nederland.